# Kuwait en la Copa Mundial de Fútbol de 1982
Kuwait fue una de las 24 selecciones participantes en la Copa Mundial de Fútbol de España 1982, donde hizo su primera y hasta el momento única aparición en un mundial.

## Clasificación

### Primera Ronda

#### Grupo 3
| Pos. | País          | Pts | J | G | E | P | GF | GC | GD  |
| ---- | ------------- | --- | - | - | - | - | -- | -- | --- |
| 1    | Kuwait        | 6   | 3 | 3 | 0 | 0 | 12 | 0  | +12 |
| 2    | Corea del Sur | 4   | 3 | 2 | 0 | 1 | 7  | 4  | +3  |
| 3    | Malasia       | 1   | 3 | 0 | 1 | 2 | 3  | 8  | -5  |
| 4    | Tailandia     | 1   | 3 | 0 | 1 | 2 | 3  | 13 | -10 |

| 22-4-1981 | Kuwait                                                                 | 6–0 | Tailandia | Mohammed Al-Hamad Stadium, Kuwait City |                            |
|           | Al-Anbari 11' · Al-Dakhil 26' · Kameel 54' · Karam 61' · J. Yaqoub 78' |     |           | Árbitro(s): Melvyn D'Souza             | Árbitro(s): Melvyn D'Souza |

| 25-4-1981 | Kuwait                                            | 4–0 | Malasia | Mohammed Al-Hamad Stadium, Kuwait City |                             |
|           | J. Yaqoub 1' · M. Juma'a 23', 46' · Al-Ghanem 49' |     |         | Árbitro(s): Cheung Kwok Hui            | Árbitro(s): Cheung Kwok Hui |

| 29-4-1981 | Kuwait                        | 2–0 | Corea del Sur | Mohammed Al-Hamad Stadium, Kuwait City |                                |
|           | Al-Anbari 50' · Al-Ghanem 81' |     |               | Árbitro(s): Aristizábal Murcia         | Árbitro(s): Aristizábal Murcia |

### Fase Final
| Pos. | País           | Pts | J | G | E | P | GF | GC | GD  |
| ---- | -------------- | --- | - | - | - | - | -- | -- | --- |
| 1    | Kuwait         | 9   | 6 | 4 | 1 | 1 | 8  | 6  | +2  |
| 2=   | Nueva Zelanda  | 7   | 6 | 2 | 3 | 1 | 11 | 6  | +5  |
| 2=   | China          | 7   | 6 | 3 | 1 | 2 | 9  | 4  | +5  |
| 4    | Arabia Saudita | 1   | 6 | 0 | 1 | 5 | 4  | 16 | -12 |

| 10-10-1981 | Nueva Zelanda | 1–2 | Kuwait                               | Mt. Smart Stadium, Auckland                              |                                                          |
|            | Wooddin 24'   |     | Al-Dakhil 61' (pen.) · J. Yaqoub 90' | Asistencia: 21,101 espectadores Árbitro(s): Hardjowasito | Asistencia: 21,101 espectadores Árbitro(s): Hardjowasito |

| 18-10-1981 | China                                                  | 3–0 | Kuwait | Worker's Stadium, Beijing                            |                                                      |
|            | Rong Zhixing 24' · Gu Guangming 28' · Shen Xiangfu 59' |     |        | Asistencia: 63,000 espectadores Árbitro(s): Boskovic | Asistencia: 63,000 espectadores Árbitro(s): Boskovic |

| 4-11-1981 | Arabia Saudita | 0–1 | Kuwait        | Prince Faisal bin Fahd Stadium, Riad             |                                                  |
|           |                |     | Al-Anbari 55' | Asistencia: 28,000 espectadores Árbitro(s): Grey | Asistencia: 28,000 espectadores Árbitro(s): Grey |

| 30-11-1981 | Kuwait       | 1–0 | China | Mohammed Al-Hamad Stadium, Kuwait City                    |                                                           |
|            | Al-Anbari 7' |     |       | Asistencia: 15,000 espectadores Árbitro(s): Lee Kok Leong | Asistencia: 15,000 espectadores Árbitro(s): Lee Kok Leong |

| 7-12-1981 | Kuwait            | 2–0 | Arabia Saudita | Mohammed Al-Hamad Stadium, Kuwait City              |                                                     |
|           | Al-Dakhil 36' 56' |     |                | Asistencia: 25,000 espectadores Árbitro(s): Redelfs | Asistencia: 25,000 espectadores Árbitro(s): Redelfs |

| 14-12-1981 | Kuwait                      | 2–2 | Nueva Zelanda          | Mohammed Al-Hamad Stadium, Kuwait City                    |                                                           |
|            | Kameel 41' · Al-Hashash 89' |     | Sumner 65' · Rufer 66' | Asistencia: 20,000 espectadores Árbitro(s): Lund-Sørensen | Asistencia: 20,000 espectadores Árbitro(s): Lund-Sørensen |

## Jugadores
Estos fueron los 22 jugadores convocados para el torneo:

## Resultados
Kuwait fue eliminada en el grupo 4.
| País           | J | G | E | P | GF | GC | GD | PTS |
| -------------- | - | - | - | - | -- | -- | -- | --- |
| Inglaterra     | 3 | 3 | 0 | 0 | 6  | 1  | +5 | 6   |
| Francia        | 3 | 1 | 1 | 1 | 6  | 5  | +1 | 3   |
| Checoslovaquia | 3 | 0 | 2 | 1 | 2  | 4  | −2 | 2   |
| Kuwait         | 3 | 0 | 1 | 2 | 2  | 6  | −4 | 1   |

| 17 de junio de 1982 | Kuwait        | 1-1     | Checoslovaquia     | Estadio José Zorrilla, Valladolid                           |                                                             |
|                     | Al-Dakhil 57' | Reporte | Panenka 21' (pen.) | Asistencia: 25 000 espectadores Árbitro(s): Benjamin Dwomoh | Asistencia: 25 000 espectadores Árbitro(s): Benjamin Dwomoh |

| 21 de junio de 1982 | Francia                                           | 4-1     | Kuwait          | Estadio José Zorrilla, Valladolid                           |                                                             |
|                     | Genghini 31' · Platini 43' · Six 48' · Bossis 89' | Reporte | Al-Buloushi 75' | Asistencia: 30 043 espectadores Árbitro(s): Myroslav Stupar | Asistencia: 30 043 espectadores Árbitro(s): Myroslav Stupar |

| 25 de junio de 1982 | Inglaterra  | 1-0     | Kuwait | San Mamés Stadium, Bilbao                                               |                                                                         |
|                     | Francis 27' | Reporte |        | Asistencia: 39 700 espectadores Árbitro(s): Gilberto Aristizábal Murcia | Asistencia: 39 700 espectadores Árbitro(s): Gilberto Aristizábal Murcia |